# Владімір Кесада
Владімір Антоніо де ла Трінідад Кесада Арая (ісп. Vladimir Antonio de la Trinidad Quesada Araya, нар. 12 травня 1966, Сан-Хосе) — костариканський футболіст, що грав на позиції захисника. Відомий за виступами в костариканському клубі «Депортіво Сапрісса», у складі якого зіграв понад 400 матчів у чемпіонаті країни, та у складі національної збірної Коста-Рики. Після закінчення виступів на футбольних полях — костариканський футбольний тренер.

## Клубна кар'єра
Владімір Кесада народився в столиці країни Сан-Хосе, та є вихованцем клубу «Депортіво Сапрісса». У професійному футболі дебютував у 1985 році в основному складі «Сапрісси», в якій провів усю свою кар'єру гравця, яка тривала до 1999 року. У складі команди 5 разів ставав чемпіоном країни. Протягом кар'єри гравця зіграв у складі «Сапрісси» 412 матчів у чемпіонаті країни. У 1999 році завершив кар'єру гравця.

## Виступи за збірну
У 1989 році Владімір Кесада дебютував у складі національної збірної Коста-Рики. У складі команди брав участь у чемпіонату світу 1990 року в Італії, на якому костариканська збірна подолала груповий етап та вийшла до 1/8 фіналу. Наступного року Кесада у складі збірної брав участь у розіграші розіграшу Золотого кубка КОНКАКАФ 1991 року, на якому костариканська збірна зайняла 4-те місце. У 1996 році завершив виступи у збірній, загалом зіграв у її складі 31 матч, у яких забитими м'ячами не відзначився.

## Кар'єра тренера
Невдовзі після закінчення виступів на футбольних полях Владімір Кесада розпочав тренерську кар'єру. Спочатку він працював у юнацьких та молодіжних командах клубу «Депортіво Сапрісса», а в 2000 та 2001—2002 роках нетривалий час очолював головну команду клубу. У 2004 році Кесада очолив костариканський клуб «Фусьон Тібас», у якому працював до 2005 року. У 2005—2006 роках колишній футболіст очолював тренерський штаб костариканського клубу «Сапрісса де Корасон», а в 2006—2007 роках очолював інший костариканський клуб «Сантос де Гуапілес». У 2017 році Владімір Кесада знову очолив «Сапріссу», в якій працював до 2019 року. У 2019—2020 роках Кесада очолював збірну Коста-Рики віком гравців до 20 років. У 2023 році Владімір Кесада знову очолив клуб «Депортіво Сапрісса».

## Титули і досягнення
- Переможець Чемпіонату націй КОНКАКАФ: 1989
- Переможець Кубка центральноамериканських націй: 1991